# NGC 1350
NGC 1350 is een balkspiraalstelsel in het sterrenbeeld Oven. Het hemelobject werd op 24 november 1826 ontdekt door de Schotse astronoom James Dunlop. NGC 1350 maakt deel uit van de kleine Fornaxcluster, die 58 sterrenstelsels bevat.

## HD 21988
Vanaf de aarde gezien bevindt het stelsel NGC 1350 zich schijnbaar net ten zuidwesten van de ster HD 21988. Dit is echter een voorgrondster van magnitude +7 die bij het melkwegstelsel hoort, maar de indruk wekt alsof het een zeer heldere ster betreft die zich net naast het relatief ver verwijderd stelsel NGC 1350 bevindt.
Amateurastronomen, gewapend met telescopen, kunnen HD 21988 aanwenden als gidsster om het stelsel NGC 1350 op te sporen.

## Synoniemen
- PGC 13059
- ESO 358-13
- MCG -6-8-23
- AM 0329-334
- FCC 88
- IRAS03291-3347